# Accord de libre-échange entre les Maldives et la Chine
L'accord de libre-échange entre les Maldives et la Chine est un accord de libre-échange signé en novembre 2017. Il est par la suite immédiatement approuvé par le parlement des Maldives lors d'une session exceptionnelle.
Il constitue le premier traité de libre-échange bilatéral des Maldives. L'accord inclut une réduction des droits de douane sur les produits de la pêche. Cet accord est notamment lié à la sortie du statut de Pays les moins avancés des Maldives, sortie qui réduit ses exemptions à certains droits de douane dans le monde.